# Yves Bunkulu Zola
 (août 2023).
Yves Bunkulu Zola est un médecin et homme politique de la république démocratique du Congo né à Kinshasa, dans la commune de Lingwala le 30 septembre 1984.

## Biographie
Il fait ses études primaires au Complexe scolaire CBFC-Kitega à Lingwala, ses études secondaires au Collège Notre-Dame du Congo, où il décroche son diplôme d'État en chimie-biologie. Il obtient son diplôme universitaire en médecine générale à l'université de Kinshasa.
Il exerce comme médecin au sein de l'ONG ASEPROVIC appuyé par ICAP du Projet PEPFAR dans la lutte contre les violences sexuelles basées sur les genres et dans la prise en charge du VIH/SIDA auprès des minorités sexuelles. 
Membre de l'Espace culturel Bosolo, il évolue dans le domaine de la culture et des excursions au niveau de la jeunesse universitaire.

## Carrière politique
Il adhère à 18 ans à l'Union pour la démocratie et le progrès social (UDPS) en 2002. Il dirige la Section universitaire de l'UDPS à l'université de Kinshasa de 2007 en 2013 et le Mouvement national des étudiants UDPS jusqu'en 2014. Il est délégué de la jeunesse au Premier congrès ordinaire de l'UDPS en 2010.
Il est nommé en 2017 rapporteur-adjoint de la Commission préparatoire du premier Congrès extraordinaire de l'UDPS qui voit Félix Tshisekedi élu président du parti. Il exerce la même fonction au sein de la commission Réconciliation Réparation et de l'Union mise en place en avril 2018 par Félix Tshisekedi. Puis il est désigné président de la Ligue des jeunes de l'UDPS le 6 septembre 2018 pour conduire la Jeunesse UDPS dans la campagne électorale qui voit Félix Tshisekedi élu président de la République.
Il est nommé ministre du Tourisme le 26 août 2019 dans le premier gouvernement de l'alternance dirigé par Sylvestre Ilunga Ilunkamba, succédant à Franck Mwe di Malila, en poste depuis 2017. Il est à la base de l'élaboration de la politique nationale du Tourisme et du plan directeur national du développement du Tourisme en RDC. Il organise en décembre 2020 le 1er salon international du Tourisme en RDC sous le haut patronage du Président Félix Tshisekedi au cours duquel un cadre de concertation entre les privés et les provinces a été mis en place.
Il est nommé ministre de la Jeunesse le 12 avril 2021 par le Premier ministre Sama Lukonde.